# Distretto di Laçin
Il distretto di Laçin (in turco Laçin ilçesi) è uno dei distretti della provincia di Çorum, in Turchia.